# Johora singaporensis
Johora singaporensis е вид ракообразно от семейство Potamidae. Видът е критично застрашен от изчезване.

## Разпространение
Разпространен е в Сингапур.